# Enoplolaimus halophilus
Enoplolaimus halophilus is een rondwormensoort uit de familie van de Thoracostomopsidae. De wetenschappelijke naam van de soort is voor het eerst geldig gepubliceerd in 1928 door Ditlevsen.